# بابا خان (كراني)
بابا خان (بالفارسية: باباخان) هي قرية تقع في إيران في قسم کراني الريفي. يقدر عدد سكانها بـ 44 نسمة بحسب إحصاء 2016.